# Emile Smith Rowe
Emile Smith Rowe (* 28. Juli 2000 in Croydon, London) ist ein englischer Fußballspieler, der beim FC Fulham unter Vertrag steht.

## Karriere

### Vereine
Smith Rowe schloss sich im Alter von neun Jahren der Jugendakademie des FC Arsenal an. Seitdem durchlief er bis einschließlich zur U23 sämtliche Jugendteams der Gunners. Im Sommer 2018 durfte er dann erstmals mit der Profimannschaft in die Saisonvorbereitung starten, wo er im Rahmen des International Champions Cups auch zum Einsatz kam. Vor Saisonbeginn 2018/19 unterschrieb er einen Langzeitvertrag beim FC Arsenal. Über die Dauer des Kontrakts hat der Verein keine Angaben gemacht. Sein Pflichtspieldebüt für die Londoner gab Smith Rowe am 1. Spieltag der Europa League gegen Worskla Poltawa, als er in der 70. Minute für Alex Iwobi eingewechselt wurde. Er ist der erste Spieler der Arsenal-Geschichte, der ab dem Jahr 2000 geboren wurde. Mit seinem ersten Profitor für die Gunners am 2. Europa-League-Spieltag gegen Qarabağ Ağdam avancierte er zum zweitjüngsten Arsenal-Torschützen der Vereinsgeschichte.
Nach insgesamt vier Spielen (zwei Tore) in der UEFA Europa League sowie zwei Spielen (ein Tor) im League Cup schloss sich Smith Rowe im Januar 2019 auf Leihbasis bis zum Ende der Saison 2018/19 dem Bundesligisten RB Leipzig an. Sein Bundesligadebüt gab er am 29. Spieltag, als er beim 2:0-Heimsieg gegen den VfL Wolfsburg in der Nachspielzeit der 2. Halbzeit für Emil Forsberg eingewechselt wurde. In der Folge absolvierte der Engländer lediglich zwei weitere Bundesligaeinsätze.
Zur Saison 2019/20 kehrte Smith Rowe zum FC Arsenal zurück. Wettbewerbsübergreifend absolvierte der Mittelfeldspieler sieben Spiele für die erste sowie sechs für die U23. Anschließend wurde er im Januar 2020 bis Saisonende an den Zweitligisten Huddersfield Town verliehen. Dort kam er 19-mal zum Einsatz (13-mal von Beginn) und erzielte 2 Tore.
Zur Saison 2020/21 kehrte Smith Rowe zum FC Arsenal zurück und gewann Ende August den FA Community Shield, wobei er jedoch nicht eingewechselt wurde. Vor Beginn der Saison 2021/22 unterzeichnete er einen neuen langfristigen Vertrag und erhielt die Rückennummer zehn.
Im August 2024 wechselte er zum FC Fulham.

### Nationalmannschaft
Smith Rowe nahm mit der englischen U17-Nationalmannschaft im April 2017 an der Europameisterschaft teil. Mit der Mannschaft wurde er Vize-Europameister, kam im Finale gegen Spanien jedoch nicht zum Einsatz. Im Oktober 2017 wurde Smith Rowe mit der U17 Weltmeister. Im November 2021 wurde er von Nationaltrainer Gareth Southgate erstmals für die englische A-Nationalmannschaft nominiert und kam am 12. November 2021 bei einem 5:0-Erfolg in der WM-Qualifikation gegen Albanien zu seinem Länderspieldebüt. Mit der englischen U21-Auswahl wurde er im Jahr 2023 Europameister.

## Erfolge
Verein
- FA Community Shield: 2020

Nationalmannschaft
- U17-Weltmeister: 2017
- U21-Europameister: 2023
- U17-Vize-Europameister: 2017